# Svenstrup (Sønderborg)
Svenstrup is een plaats in de Deense regio Zuid-Denemarken, gemeente Sønderborg. Svenstrup telt (samen met aangrenzende gehuchten zoals Himmark, Vestertoften, Kløvertoften en Torup) 768 inwoners (2008).